# Cruz procesional de San Millán de la Cogolla

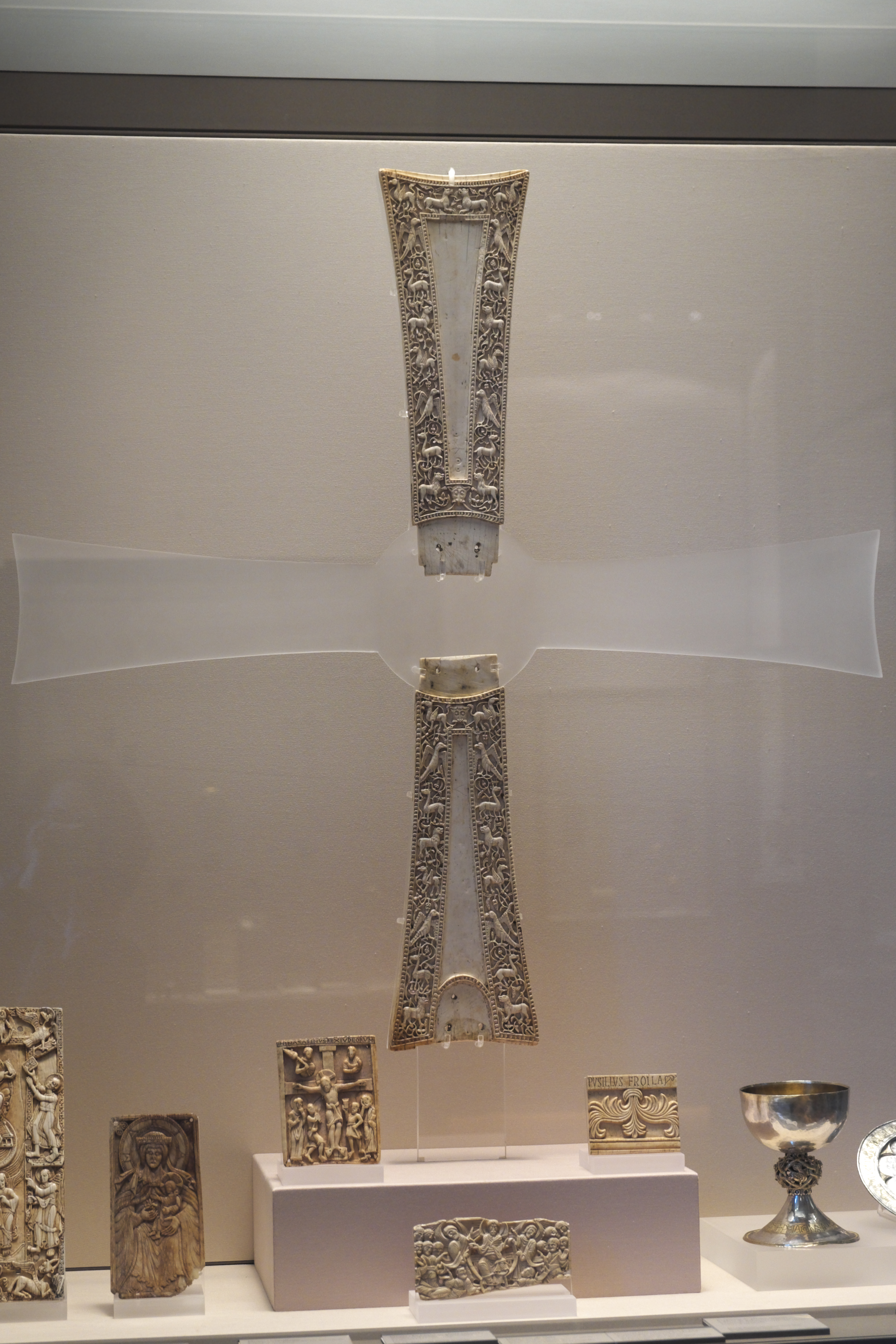
Cruz procesional de San Millán de la Cogolla conservada en el Museo del Louvre

La cruz procesional de San Millán de la Cogolla es una cruz procesional o cruz alta que fue realizada al final del siglo X en un taller de eboraria del monasterio de San Millán de Suso, situado en el municipio de San Millán de la Cogolla, en la comunidad autónoma de La Rioja, en España. Dos brazos de esta cruz, el brazo superior y el brazo inferior, se conservan desde 1904 en París, en el Museo del Louvre. Uno de los brazos laterales que proviene de una cruz semejante fue adquirido por el Museo Arqueológico Nacional de Madrid en 1943. Estos tres brazos forman parte de las más importantes esculturas en marfil del arte mozárabe.

## Historia
Se supone que en el siglo X un taller de eboraria funcionaba en el monasterio de San Millán de Suso, al mismo tiempo que su scriptorium, el escritorio de San Millán, disfrutaba de gran fama. Los tres fragmentos provienen de este taller et datan entre 984 et 1001, año en que las tropas de Almanzor incendiaron el monasterio. Una cruz semejante está representada en el Codex Aemilianensis, un códice ilustrado, conservado en la Real Biblioteca del Monasterio de San Lorenzo de El Escorial, que fue realizado en el escritorio de San Millán entre 992 y 994. 

## Descripción
Los dos brazos superior e inferior conservados en el Museo del Louvre y el brazo lateral del Museo arqueológico de Madrid tienen casi las mismas medidas, una altura de algunos 37 cm et una anchura máxima de 14 cm. Los brazos apartienen a una cruz patada, de estilo mozárabe.
Las perforaciones en las extremidades de los brazos servían possiblemente para fijar un montaje de orfebrería, los huecos del brazo inferior servían a fijar el 
asta, indicio de que se trataba de una cruz procesional.
Sobre los brazos escultados en marfil son representadas en los lados parejas de animales, enfrentadas y adosadas, de leones, de ciervos, de águilas y de grifos entremezcladas de motivos vegetales. El centro, probablemente dorado en el origen, ya no presenta ningún decoro.

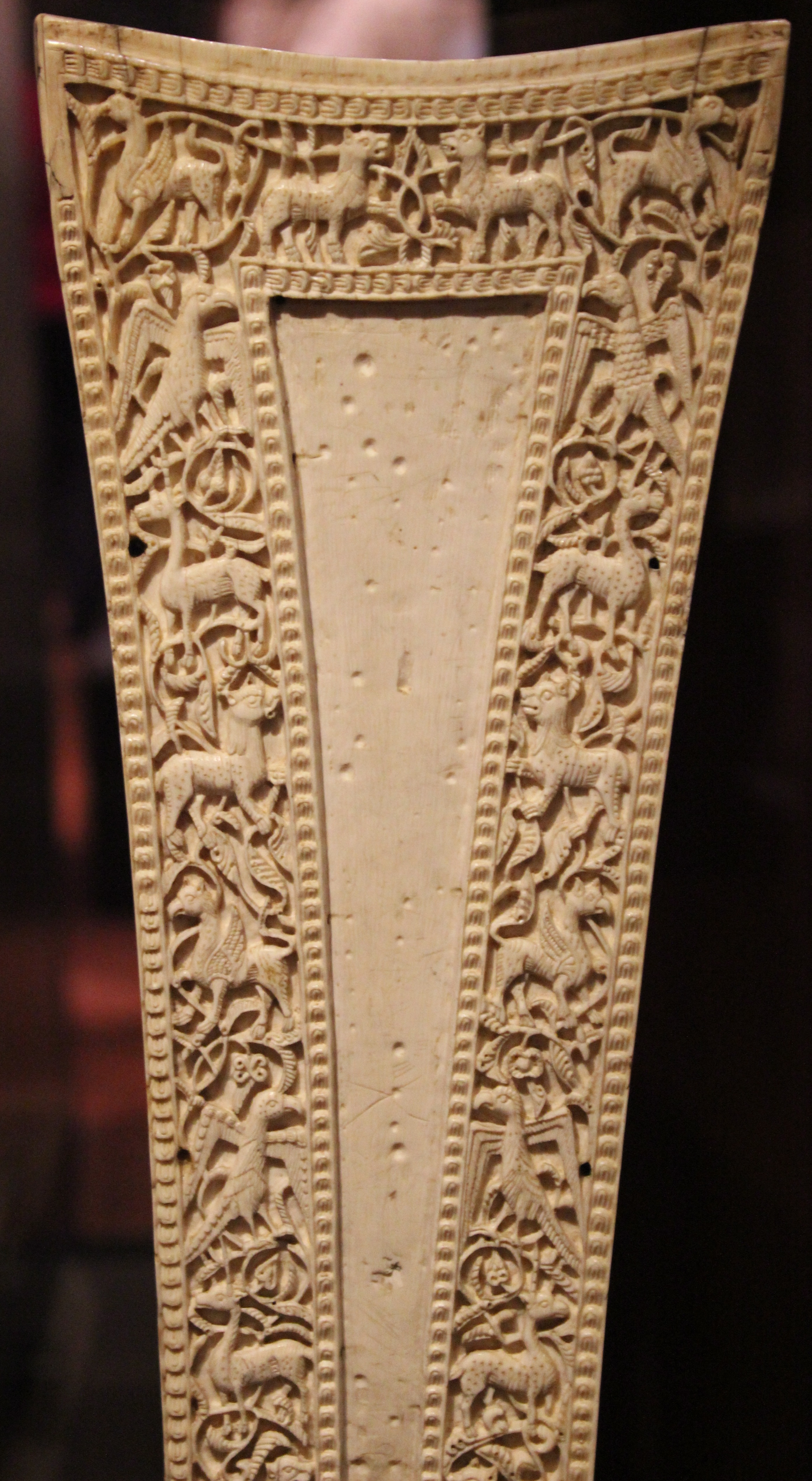
Brazo lateral conservado en el Museo Arqueológico Nacional de Madrid
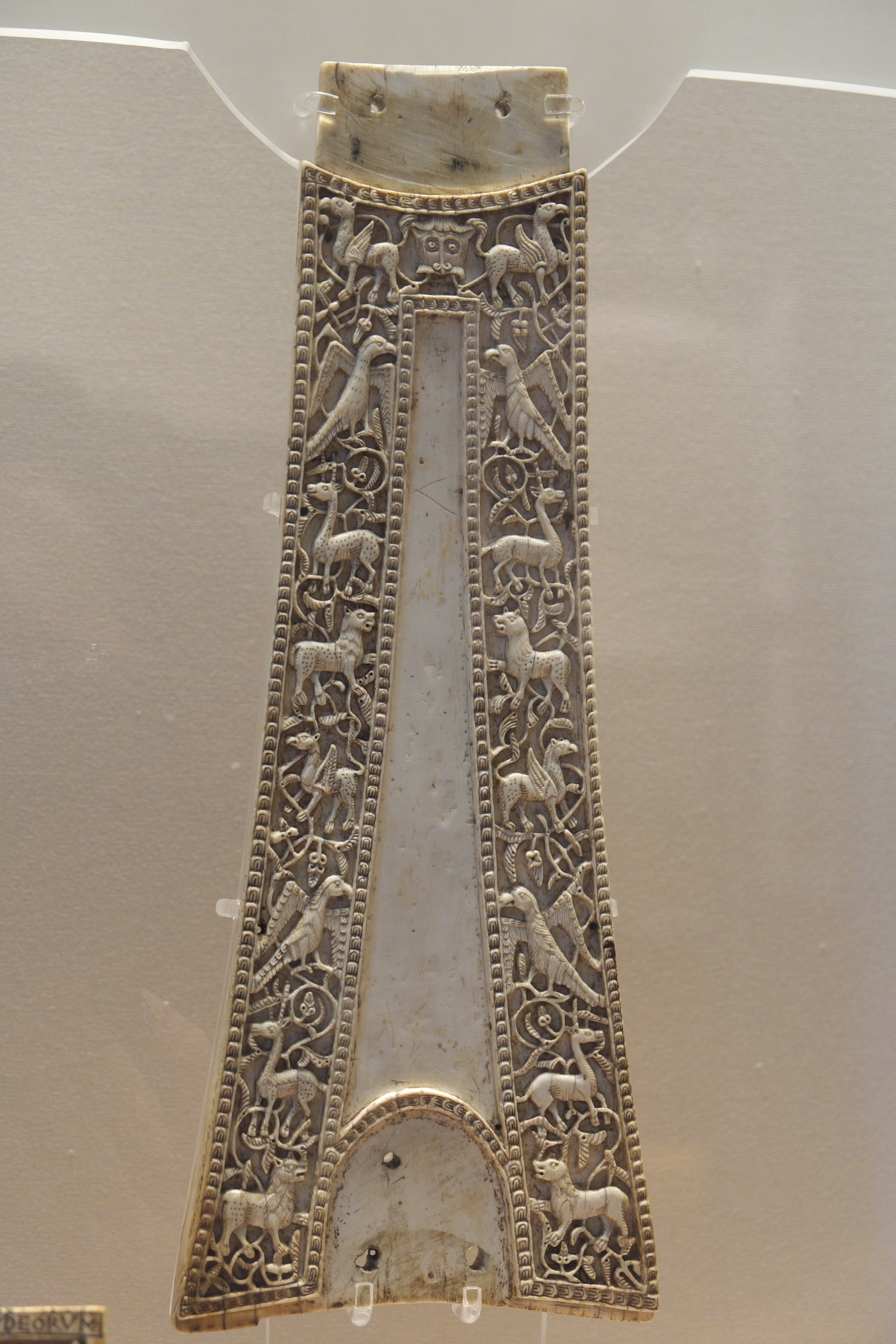
Brazo inferior conservado en el Museo del Louvre
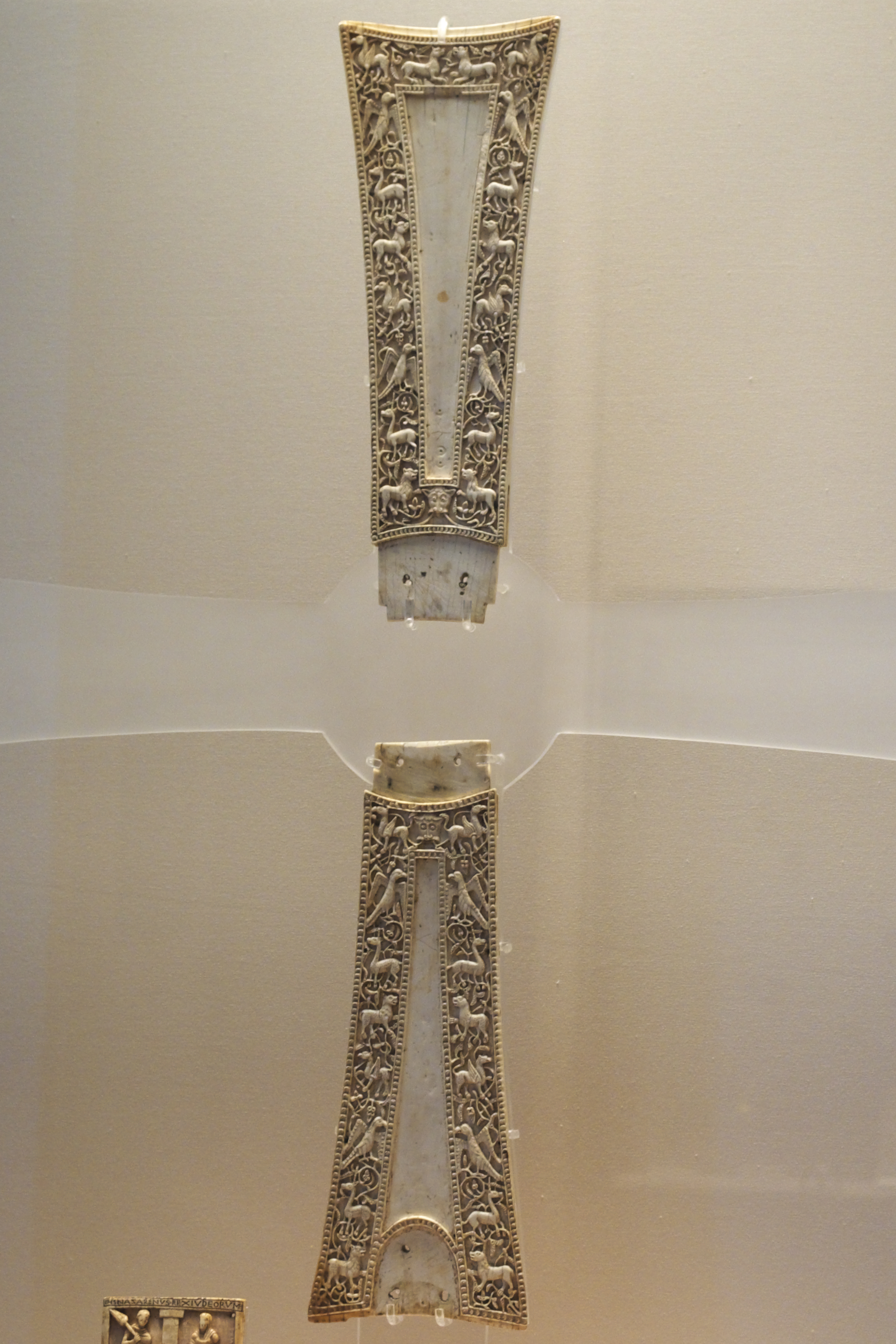
Brazos superior e inferior conservados en el Museo del Louvre